# Андерлини, Пьетро
Пьетро Андерлини (итал. Pietro Anderlini; 1687, Флоренция, Тоскана — 1755, Флоренция) — итальянский художник-декоратор и сценограф, живописец периода рококо флорентийской школы.

## Биография
Пьетро Андерлини (или Андорлини), был живописцем- декоратором, мастером квадратур (иллюзорных архитектурных росписей с «обманом зрения»).
Точные биографические сведения о художнике не сохранились, но известно, что он был учеником Джузеппе Тонелли. Его первой документированной работой стала созданная в 1718 году фреска в монастыре Сан-Лоренцо во Флоренции. Большую часть своих произведений Пьетро Андерлини создавал в сотрудничестве с другими художниками «фигуристами»: они писали фигуры, а Андерлини — архитектурное обрамление с иллюзорной перспективой.
В 1720 году Джованни Доменико Ферретти пригласил Андерлини написать иллюзорную архитектуру в хоре церкви Сантиссима Аннунциата в Пистое. В 1721 году Андерлини выполнил «квадратуры» для фресок Агостино Верачини в монастыре Сан-Франческо в Кастельфьорентино.
Андерлини также работал для театра как декоратор-квадратурист и сценограф. Он был членом театральной «Академии недвижимости» (Accademia degli Immobili), для которой он украсил свод Театро делла Пергола в 1728 году, а в 1732 году он работал в Театре дель Кокомеро для драматической «Академии воспламеняющихся» (Accademia drammatica degli infuocati), где он также писал декорации к произведениям Метастазио («Семирамида», «Дидоне заброшенная»).
С 1730 года он работал в церкви Святых Просперо и Филиппо в Пистое, сотрудничая с Лоренцо дель Моро, которого он затем сменил в 1735 году, а потом уступив место Джованни Доменико Ферретти. И снова вместе с Ферретти и Винченцо Меуччи он украсил второй этаж Палаццо Панчатики во Флоренции иллюзионистской архитектурой.
Одной из его самых важных работ стала роспись фресками хора в Бадиа Фьорентина (1734), а позднее и Сан-Мауро, где он работал по предложению Винченцо Меуччи. В 1734 году он снова работал с Ферретти, художником, с которым он сотрудничал больше всего, в оратории Сан-Никколо-дель-Чеппо.
Совместно с Ферретти и Меуччи он трудился над украшением дворца архиепископа во Флоренции и небольшой церкви Сан-Сальваторе-аль-Весково. В 1742 году он сотрудничал с Ферретти в оформлении трапезной церкви Сантиссима-Аннунциата (Флоренция) во Флоренции. Другим важным заказом стали архитектурные перспективы палаццо Санседони в Сиене (совместно с Джузеппе Мелани).
Пьетро Андерлини также участвовал в оформлении многих важных дворцов флорентийской аристократии, таких как: Палаццо Ручеллаи, Палаццо Каппони и Палаццо Пуччи. В Пеше он расписывал Палаццо Флори, всегда работая бок о бок с вездесущим Ферретти. В 1752 году совместно с Сиджизмондо Бетти он расписал фресками церковь Сан-Джузеппе во Флоренции.
Другие его работы находятся в церквях Сантиссимо Крочифиссо в Вольтерре, в крипте Мизерикордия в Колле-ди-Валь-д’Эльса и в крипте Святых Раниеро и Луиджи в Сан-Джулиано-Терме близ Пизы, датированной 1748 годом.

## Галерея

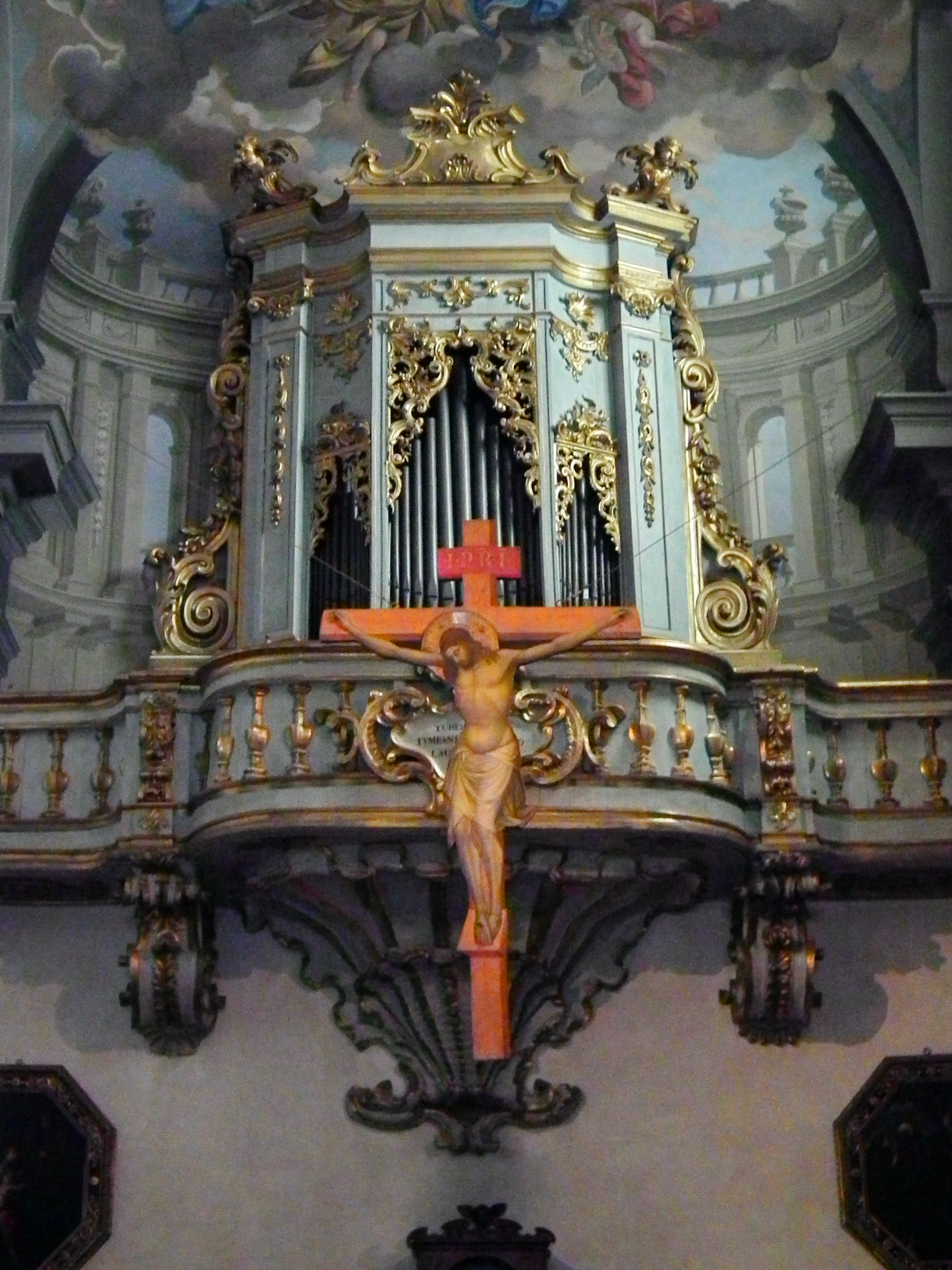
Иллюзорная архитектурная перспектива за трибуной органа. Церковь Сан-Джузеппе (Святого Иосифа), Флоренция
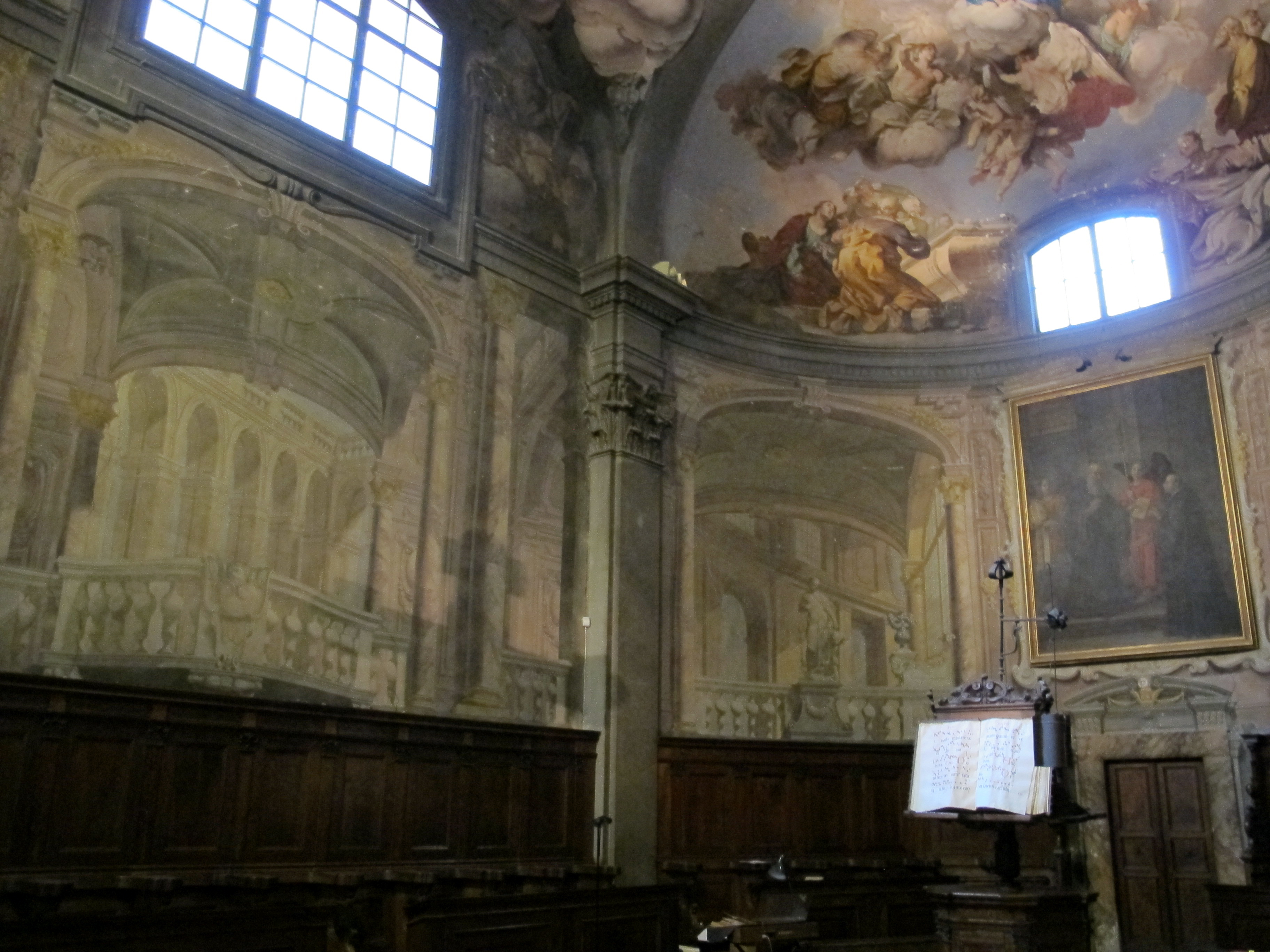
Квадратуры хора церкви Бадиа Фьорентина. 1734. Флоренция
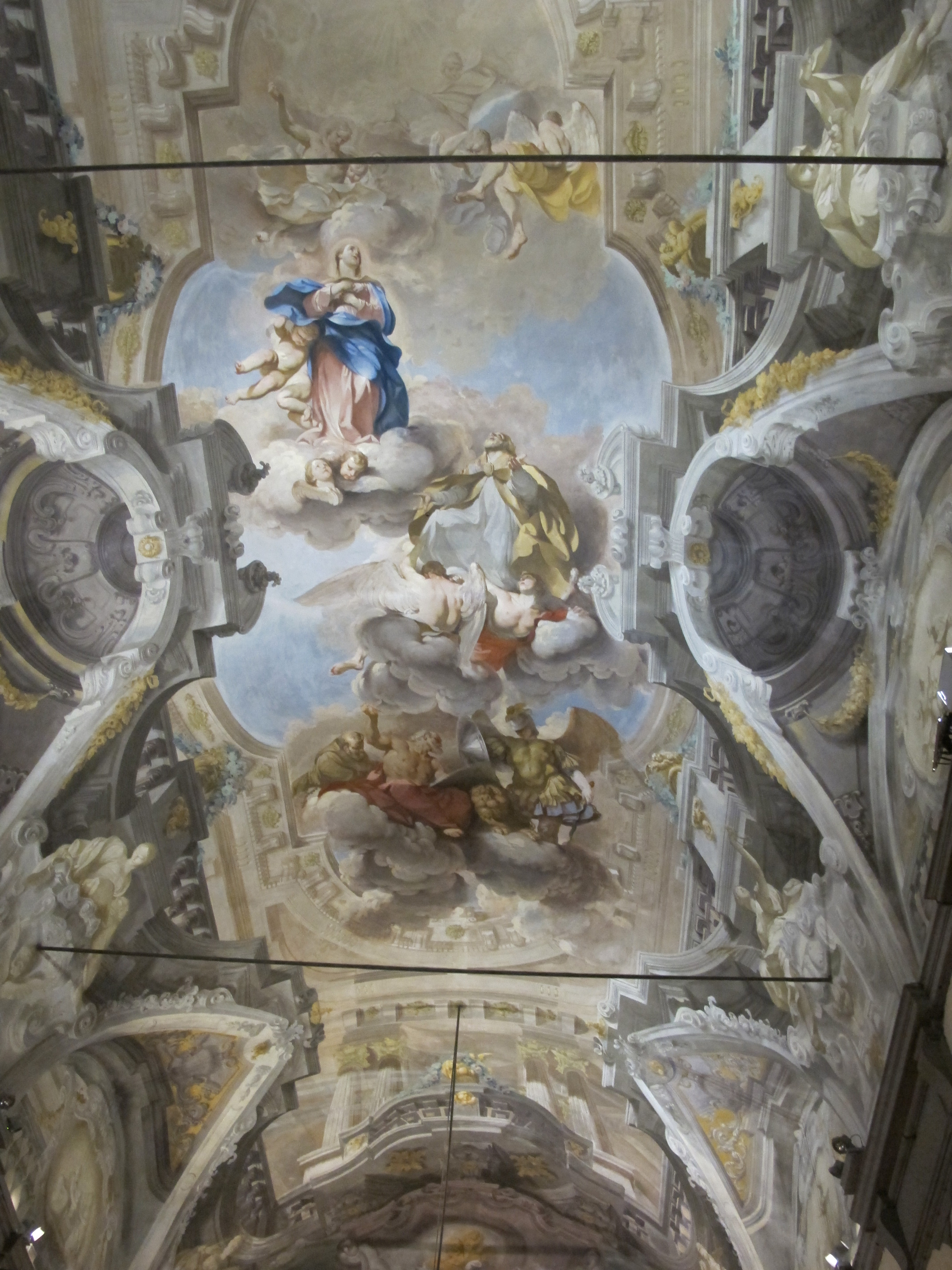
Дж. Д. Ферретти и П. Андерлини. Роспись плафона. Ораторий Сан-Никколо дель Чеппо. 1734, Флоренция
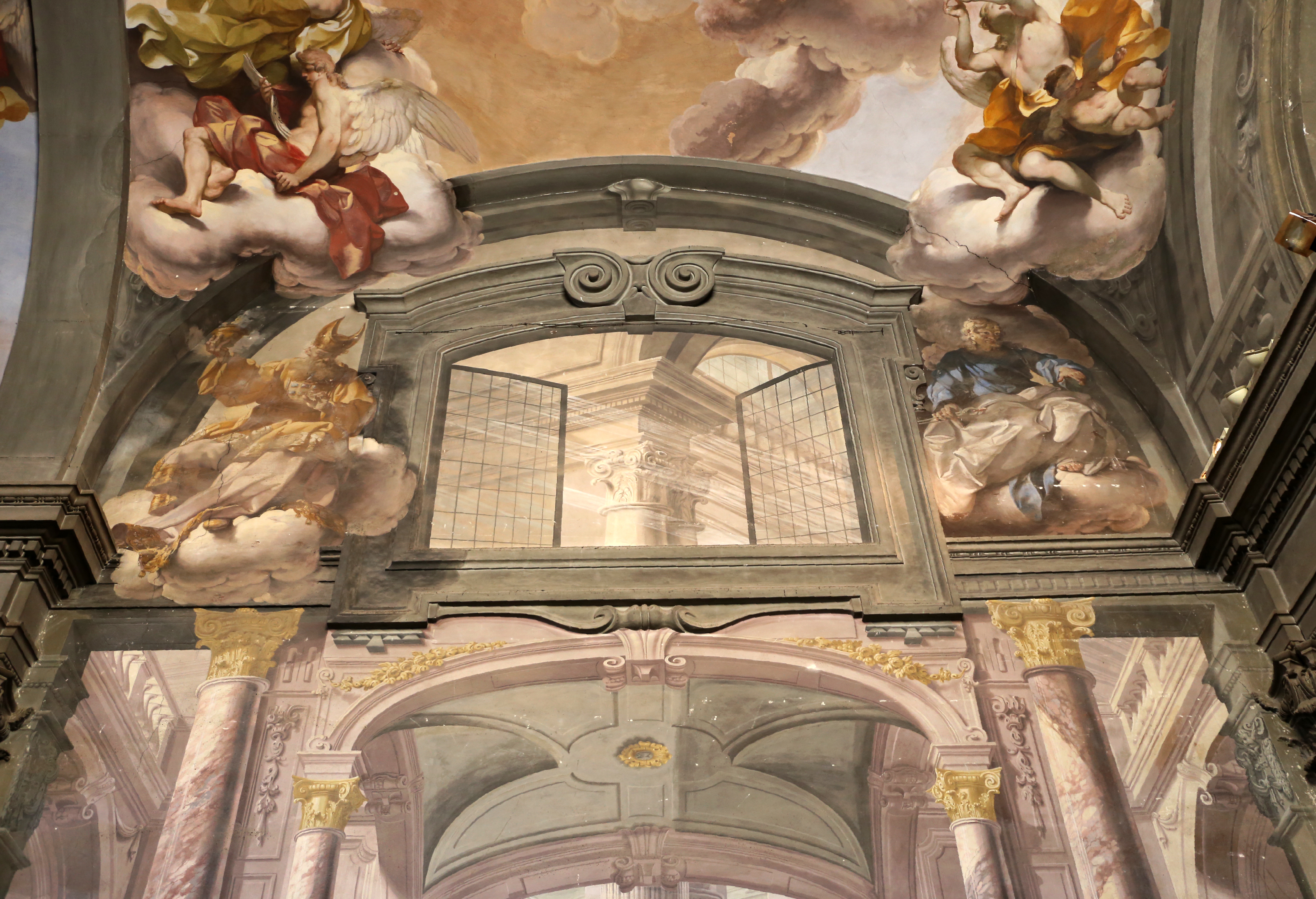
Дж. Д. Ферретти.  История Девы Марии. П. Андерлини. Деталь квадратуры. 1734
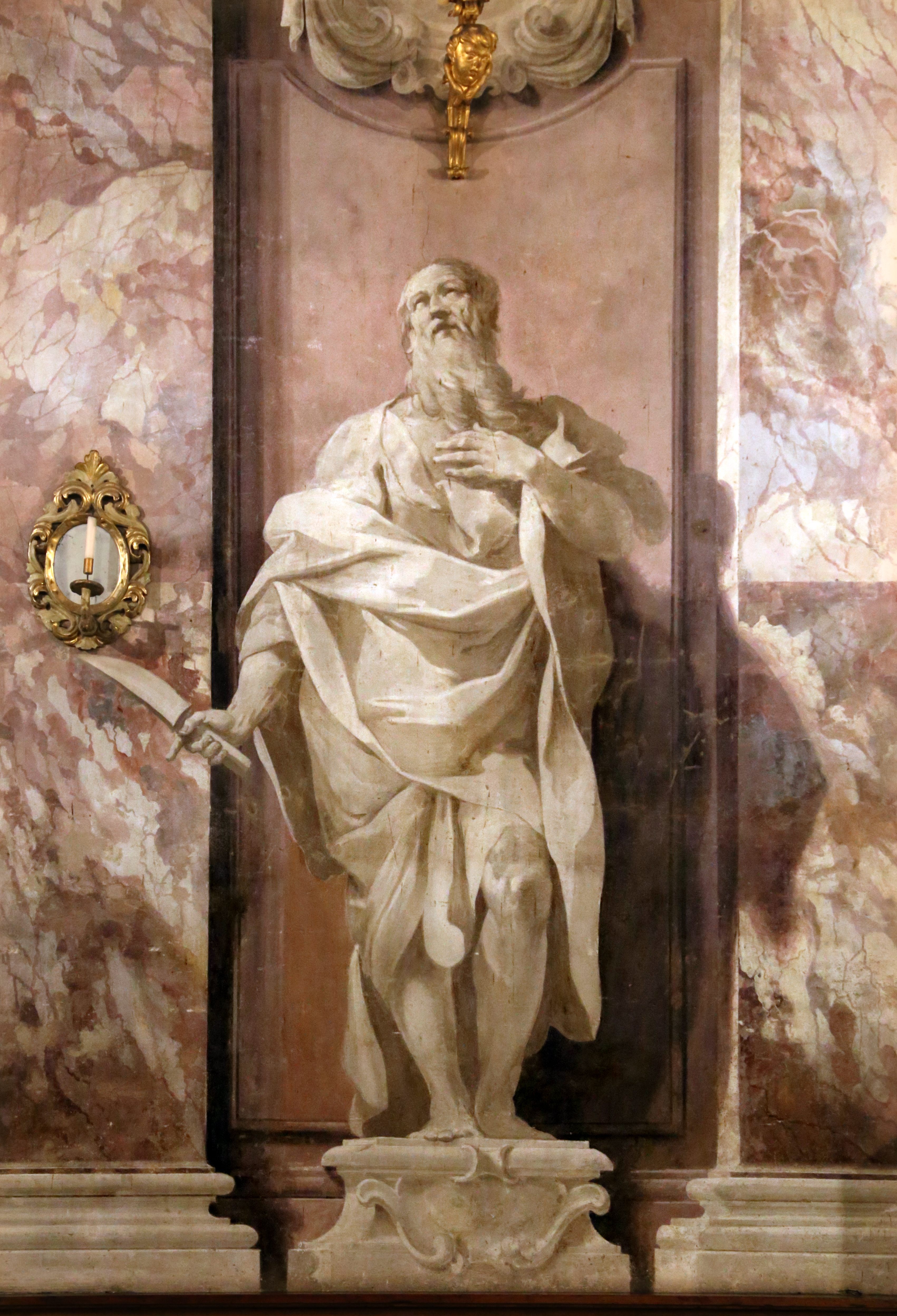
Святой Варфоломей. Роспись. Церковь Сан-Сальваторе-аль-Весково, Флоренция
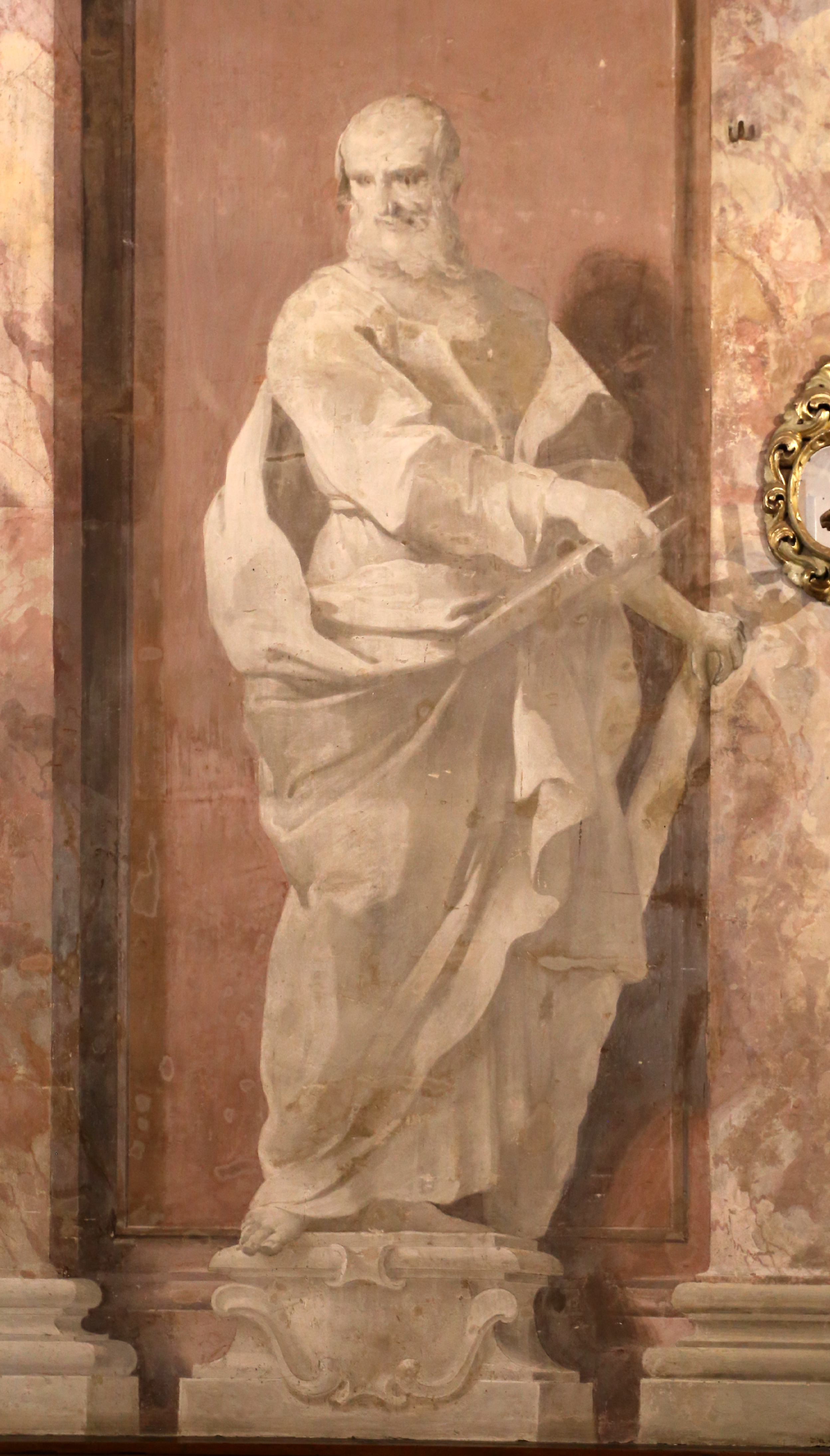
Святой Иаков Младший. Роспись. Церковь Сан-Сальваторе-аль-Весково, Флоренция